# Општина Сучу де Сус (Марамуреш)
Сучу де Сус (рум. Suciu de Sus) општина је у Румунији у округу Марамуреш.
Oпштина се налази на надморској висини од 502 m.